# Kanjiroba
Der Kanjiroba ist ein 6883 m hoher Berg im Himalaya im Westen von Nepal.
Der in der Provinz Karnali gelegene Kanjiroba bildet die höchste Erhebung im Gebirgsmassiv Kanjiroba Himal. Der Berg liegt an der Grenze der beiden Distrikte Mugu und Dolpa. 124 km weiter westnordwestlich erhebt sich der Saipal (7031 m), während die westlichen Ausläufer des Gebirgsmassivs Dhaulagiri Himal 55 km südlich liegen.
Die Erstbesteigung des Kanjiroba gelang einer japanischen Expedition der Universität Ōsaka im Jahr 1971 über den Südostgrat.